# Smittina pseudocompressa
Smittina pseudocompressa is een mosdiertjessoort uit de familie van de Smittinidae. De wetenschappelijke naam van de soort is voor het eerst geldig gepubliceerd in 1958 door Androsova.